# Wasser- und Schifffahrtsdirektion Südwest
Die Wasser- und Schifffahrtsdirektion Südwest (WSD Südwest) war eine Bundesmittelbehörde und dem Bundesministerium für Verkehr, Bau und Stadtentwicklung (BMVBS) nachgeordnet. Der Sitz war in Mainz-Lerchenberg.
Am 1. Mai 2013 wurde die Behörde zunächst eine Außenstelle der Generaldirektion Wasserstraßen und Schifffahrt (GDWS) und mit dem Inkrafttreten des WSV-Zuständigkeitsanpassungsgesetzes (BGBl. 2016 I S. 1217, siehe auch WSV-Zuständigkeitsanpassungsverordnung BGBl. 2016 I S. 1257) am 1. Juni 2016 zum Standort Mainz der GDWS.

## Zuständigkeit
Die Wasser- und Schifffahrtsdirektion Südwest war zuständig für die Gewährleistung der Sicherheit und die Leichtigkeit des Verkehrs auf den Bundeswasserstraßen Rhein von der schweizerischen Grenze bei Basel bis zur nordrhein-westfälischen Landesgrenze, Neckar, Mosel, Saar und Lahn. Insgesamt sind dies 1.183 Kilometer Schifffahrtswege.
Die Behörde hatte in diesem Zusammenhang für die Unterhaltung und den Neu- und Ausbau dieser Wasserstraßen zu sorgen. Sie war zuständig für die Gefahrenabwehr, den Betrieb der Schifffahrtsanlagen wie Wehre, Schleusen und Schöpfwerke. Sie hatte die Schifffahrtszeichen auf den Wasserstraßen ihres Zuständigkeitsbereichs zu setzen. Die Wasser- und Schifffahrtsdirektion als Schifffahrtspolizei lenkte und regelte den Verkehr auf den Wasserstraßen, untersuchte dort verkehrende Schiffe auf ihre Sicherheit, erteilte Befähigungsnachweise zum Betreiben von Schiffen und hatte Umweltschäden durch Schiffe zu verhüten.

## Nachgeordnete Behörden
Der Wasser- und Schifffahrtsdirektion Südwest waren folgende Behörden unterstellt:
- Wasser- und Schifffahrtsamt Mannheim, dann Wasserstraßen- und Schifffahrtsamt Mannheim, 2019 aufgegangen im Wasserstraßen- und Schifffahrtsamt Oberrhein.
- Wasser- und Schifffahrtsamt Heidelberg, dann Wasserstraßen- und Schifffahrtsamt Heidelberg, 2019 aufgegangen im Wasserstraßen- und Schifffahrtsamt Neckar.
- Wasser- und Schifffahrtsamt Stuttgart, dann Wasserstraßen- und Schifffahrtsamt Stuttgart, 2019 aufgegangen im Wasserstraßen- und Schifffahrtsamt Neckar.
- Wasser- und Schifffahrtsamt Trier, dann Wasserstraßen- und Schifffahrtsamt Trier, 2019 aufgegangen im Wasserstraßen- und Schifffahrtsamt Mosel-Saar-Lahn.
- Wasser- und Schifffahrtsamt Saarbrücken, dann Wasserstraßen- und Schifffahrtsamt Saarbrücken, 2019 aufgegangen im Wasserstraßen- und Schifffahrtsamt Mosel-Saar-Lahn.
- Wasser- und Schifffahrtsamt Koblenz, dann Wasserstraßen- und Schifffahrtsamt Koblenz, 2019 aufgegangen im Wasserstraßen- und Schifffahrtsamt Mosel-Saar-Lahn.
- Wasser- und Schifffahrtsamt Bingen, dann Wasserstraßen- und Schifffahrtsamt Bingen, 2020 aufgegangen im Wasserstraßen- und Schifffahrtsamt Rhein
- Wasser- und Schifffahrtsamt Freiburg, dann Wasserstraßen- und Schifffahrtsamt Freiburg, 2019 aufgegangen im Wasserstraßen- und Schifffahrtsamt Oberrhein
- Amt für Neckarausbau Heidelberg